# Marie-Monique Rasoazananera Ernestine
Pour les articles homonymes, voir Ernestine (homonymie).
 (juin 2024).
La mise en forme du texte ne suit pas les recommandations de Wikipédia : il faut le « wikifier ».
Les points d'amélioration suivants sont les cas les plus fréquents :
- Les titres sont pré-formatés par le logiciel. Ils ne sont ni en capitales, ni en gras.
- Le texte ne doit pas être écrit en capitales (les noms de famille non plus), ni en gras, ni en italique, ni en « petit »…
- Le gras n'est utilisé que pour surligner le titre de l'article dans l'introduction, une seule fois.
- L'italique est rarement utilisé : mots en langue étrangère, titres d'œuvres, noms de bateaux, etc.
- Les citations ne sont pas en italique mais en corps de texte normal. Elles sont entourées par des guillemets français : « et ».
- Les listes à puces sont à éviter, des paragraphes rédigés étant largement préférés. Les tableaux sont à réserver à la présentation de données structurées (résultats, etc.).
- Les appels de note de bas de page (petits chiffres en exposant, introduits par l'outil «  Source ») sont à placer entre la fin de phrase et le point final[comme ça].
- Les liens internes (vers d'autres articles de Wikipédia) sont à choisir avec parcimonie. Créez des liens vers des articles approfondissant le sujet. Les termes génériques sans rapport avec le sujet sont à éviter, ainsi que les répétitions de liens vers un même terme.
- Les liens externes sont à placer uniquement dans une section « Liens externes », à la fin de l'article. Ces liens sont à choisir avec parcimonie suivant les règles définies. Si un lien sert de source à l'article, son insertion dans le texte est à faire par les notes de bas de page.
- La présentation des références doit suivre les conventions bibliographiques. Il est recommandé d'utiliser les modèles {{Ouvrage}}, {{Chapitre}}, {{Article}}, {{Lien web}} et/ou {{Bibliographie}}. Le mode d'édition visuel peut mettre en forme automatiquement les références.
- Insérer une infobox (cadre d'informations à droite) n'est pas obligatoire pour parachever la mise en page.

Pour une aide détaillée, merci de consulter Aide:Wikification.
Si vous pensez que ces points ont été résolus, vous pouvez retirer ce bandeau et améliorer la mise en forme d'un autre article.
Marie-Monique Rasoazananera Ernestine dit Monique Rasoazananerana est une économiste et politicienne malgache.

## Biographie
Marie-Monique Rasoazananera Ernestine, est une économiste et politicienne malgache. Professeure titulaire à l'Université de Fianarantsoa, elle est spécialisée en économie politique et en économie de l'environnement ;

## Parcours académique
Madame Rasoazananera a obtenu son Doctorat ès sciences économiques, avec une spécialisation en économie de l'environnement, en 2000. Elle avait précédemment complété un Diplôme d'Études Approfondies (DEA), une maîtrise, et une licence en économie à l'Université d'Antananarivo.
Elle a également suivi des formations spécialisées, notamment sur le thème « Femmes et non-droit » dans le cadre de l’Association « Femmes fianaroises diplômées d’enseignement supérieur », ainsi qu'une formation sur les droits humains à l’Institut international des Droits de l’Homme de l’Université de Strasbourg.

## Parcours Professionnel
Marie-Monique Rasoazananera a occupé plusieurs postes importants à l'Université de Fianarantsoa:
2002-2009: Doyenne de la Faculté de droit, économie-gestion et sciences sociales
2010-2016: Présidente de l'Université de Fianarantsoa
depuis 2018: Directrice de laboratoire de recherche en économie

## Carrière Politique
2014: elle est nommée ministre de l’Enseignement supérieur et de la Recherche scientifique de Madagascar, poste qu'elle occupe jusqu'en 2018.
2019: elle est députée de Madagascar à Fianarantsoa.

## Engagements et Contributions
Madame Rasoazananera est membre de divers conseils d'administrations, contribuant activement à la gouvernance et au développement des politiques éducatives et économiques à Madagascar.

## Titres et Distinctions
Titre honorifique de docteur honoris causa
Commandeur de l’Ordre National Malagasy.
Officier de l’Ordre National Malagasy
Chevalier de l’Ordre National Malagasy

## Conférences et Entretien
- Marie-Monique Rasoazananera : « La recherche scientifique doit être le moteur de l’économie »

- Rasoazananera Marie Monique LMD 15 12 2015